# Lapprör
Lapprör (Calamagrostis lapponica) är en gräsart som först beskrevs av Göran Wahlenberg, och fick sitt nu gällande namn av Hartm.. Enligt Catalogue of Life ingår Lapprör i släktet rör och familjen gräs, men enligt Dyntaxa är tillhörigheten istället släktet rör och familjen gräs. Arten är reproducerande i Sverige. Inga underarter finns listade i Catalogue of Life.